# 핵어뢰
핵어뢰(nuclear torpedo)는 핵탄두를 탑재한 어뢰이다. 어뢰에 핵탄두를 장착하는 아이디어는 훨씬 더 큰 폭발력을 생성하는 것이었다. 이후 분석에서는 더 작고, 더 정확하고, 더 빠른 어뢰가 더 효율적이고 효과적이라는 사실이 밝혀졌다.
냉전 기간 동안 핵 어뢰는 소련과 미국 해군 잠수함의 일부 재래식 무장 어뢰를 대체했다.
소련은 T15, T5 및 ASB-30을 개발했다. 미국이 사용한 유일한 핵탄두 어뢰는 마크 45 어뢰였다. 소련은 1958년에 T5 핵어뢰를 광범위하게 배치했고, 미국은 1963년에 Mark 45 어뢰를 배치했다.  2015년에는 러시아가 새로운 핵어뢰인 Status-6을 개발하고 있다는 소문이 돌았다.

## 쿠바 미사일 위기
쿠바 미사일 위기 당시 미국은 소련이 핵어뢰를 보유하고 있다는 사실을 몰랐다. 위기 이전에 미국은 대부분의 소련 잠수함을 스토킹하고 문서화해 왔다. 위기 동안 미국은 카리브해에 주둔한 모든 소련을 근절하기 위해 봉쇄를 실시했다. 일부 의혹이 제기됐지만 소련 잠수함 B-59에서 위험한 사건이 발생했을 수도 있다. 통신 정보 장교였던 바딤 오를로프(Vadim Orlov)는 10월 27일 미국 구축함이 B-59에 수심 돌격을 실시했다고 말했다. 모스크바와 통신을 할 수 없는 발렌틴 사비츠키(Valentin Savitsky) 대위는 열과 높은 수준의 이산화탄소로 고통받는 승무원과 함께 T5 핵 어뢰를 발사용으로 조립하라고 명령했다. 여단 부사령관 바실리 아르키포프(Vasili Arkhipov) 제2대위는 사비츠키를 진정시키고 잠수함을 수면으로 끌어올리기로 결정했다. 다른 잠수함 사령관들은 사비츠키가 그러한 명령을 내릴 가능성이 없다고 판단했기 때문에 이 이야기는 논란의 여지가 있다.

## 같이 보기
- 핵폭뢰